# Протеј (сателит)
Протеј (грч. Πρωτεύς), такође познат као Нептун VIII, јесте други по величини Нептунов сателит. Име је добио по грчком богу Протеју.

## Карактеристике
Откривен је 1989. године од стране свемирске сонде Војаџер 2.
Разлог зашто раније није откривен са телескопа са Земље, је велика близина Нептуну, па се сателит није видео због рефлектоване сунчеве светлости са планете. Такође томе је допринео и албедо, кој износи 0,096.
Протеус кружи око Нептуна, на удаљености од око 117 600 km, неправилног је облика, и димензија 436x416x402 km. Полупречник је око 416 km, запремина је 38.792.386 km³, површинска гравитација је 0,76 m/s2, а брзина ослобађања 644 km/h.
Протеус је прекривен кратерима, и не показује знакове геолошких активности.
Протеус нема атмосферу.